# Affeltrangen
Affeltrangen es una comuna suiza del cantón de Turgovia, ubicada en el distrito de Weinfelden. Limita al norte con la comuna de Amlikon-Bissegg, al noreste y este con Bussnang, al sur con Braunau y Tobel-Tägerschen, y al oeste con Lommis y Thundorf.
Hasta el 31 de diciembre de 2010 situada en el distrito de Münchwilen.

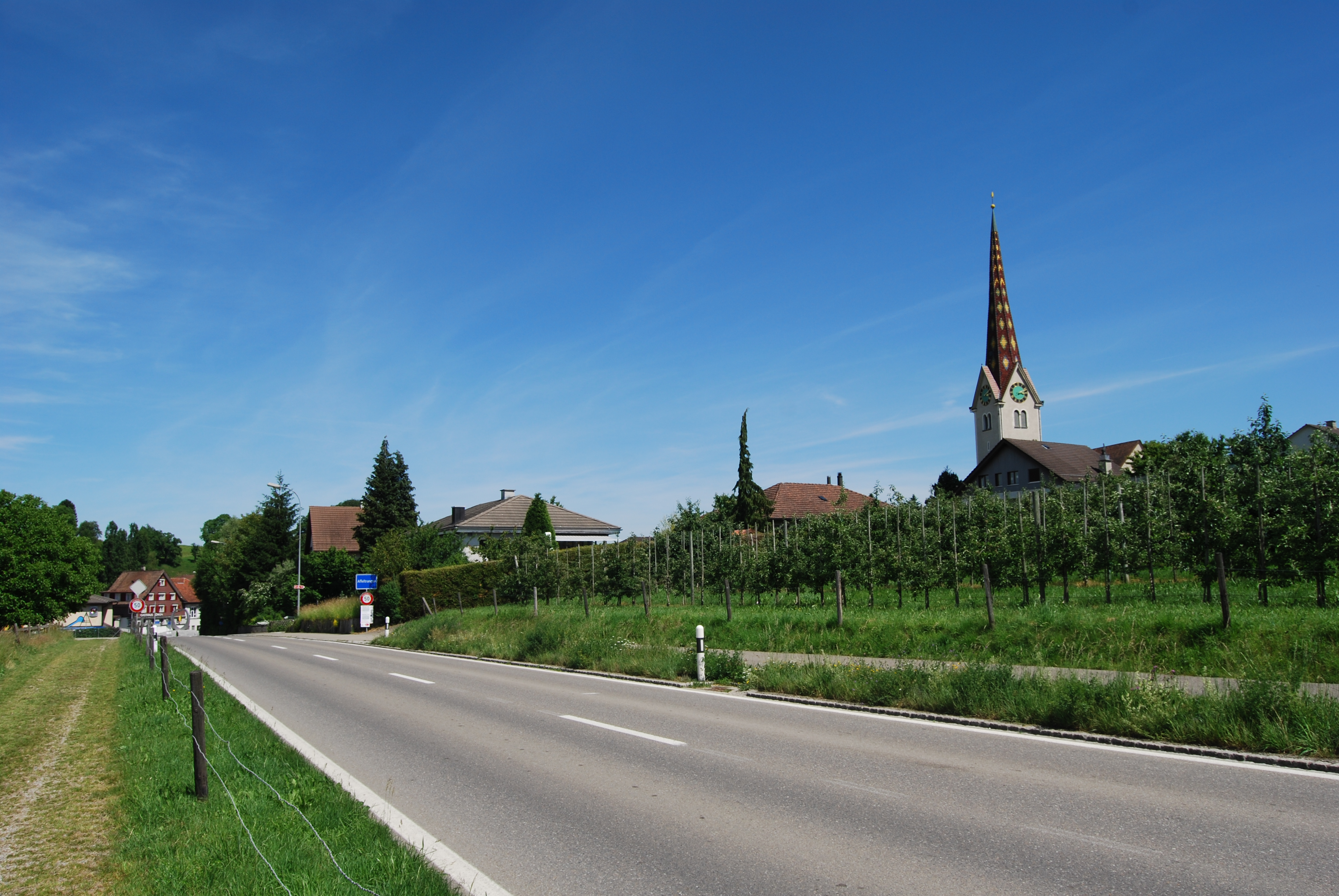
Affeltrangen